# Patrask (musikgrupp)
Patrask var ett folkrockband från Visby, Gotland.

## Biografi
Gruppen startades 1989 av Bo Ahlbertz (bouzouki och sång), Göran Björnberg (gitarr och sång) samt Patrik Silvereke (dragspel). Det första albumet Patrask släpptes 1992, och gruppen deltog på Visfestivalen i Västervik, Hultsfredsfestivalen samt Malmöfestivalen. 1993 agerade man studiomusiker åt vissångaren Mats Jerrolf på hans CD-album Haveri. Albumet Eldorado släpptes 1994 och då deltog gruppen på Vattenfestivalen. 1995 deltog man åter på Vattenfestivalen.
Radiosingeln Då reser jag hem utkom 2004.
2008 toppade och avslutade gruppen Dansk-Svensk visfestival i Lund.
2009 firade Patrask 20 år och släppte CD-albumet Patrask 3 . Gruppen gästade även Folk&Rock-festivalen i Segmon.
I samband med ett Nordiskt kustkulturmöte under Ålands Sjödagar 2010 representerade Patrask Gotlands kommun.
2012 lades Patrask ner av Bo Ahlbertz på grund av medlemmarnas musikaliska oenighet samt uppstart av americanabandet Lazy Afternoon

## Medlemmar
Senaste medlemmar
- Bo Ahlbertz – sång, bouzouki
- Rosalie Jonsson –  akustisk gitarr, sång
- Peter Tomsson – durspel
- Monica Norberg – fiol
- Stefan Magnusson – trummor
- Klaus Caprani – basgitarr
- Jeff Lindqvist – mandolin

Tidigare medlemmar
- Göran Björnberg – sång, gitarr (1989–1999)
- Patrik Silvereke – dragspel (1989–1998)
- Thomas Harlevi – trummor (1991–1998)
- Ulf Kahl – basgitarr (1993–1997)

## Diskografi
Demo
- Svarta pärlor (1991) (kassett)[3]
- Live at P4 Radio Gotland nov -97. (1997) (kassett)[3]

Studioalbum
- Patrask (1992)
- Eldorado (1994)
- Patrask 3 (2009)

Singlar
- "Vill inte, kan inte" (1993)
- "Bara minnena kvar" (1994)
- "Då reser jag hem" (2004)

Medverkar även på:
- Mats Jerrolf – Haveri (1993)[4][5]